# Barbara Monk
Barbara Monk, nació en 1950 en la provincia de Quebec, es una compositora, profesora canadiense y esposa de Morton Feldman.
La mayoría de obras de cámara han sido interpretadas en Asia, Europa y América del Norte.
Monk Feldman estudió composición con Bengt Hambraeus en la Universidad McGill en Montreal desde 1980 hasta 1983, donde obtuvo su MMus. 
Después estudió con Morton Feldman, en la Universidad Estatal de Nueva York, en Buffalo de 1984 a 1987.
Numerosos artistas han tocado sus obras, incluyendo el Arditti String Quartet compuesto por él clarinetista Roger Heaton, los pianistas Yvar Mikhashoff, Úrsula Oppens, Frederic Rzewski, y Aki Takahashi, los percusionistas Steven Schick, Robyn Schulkowsky y Jan Williams, y el violonchelista Frances Marie Uitti.
Su música fue estrenada en Darmstadt y en algunos festivales como Inventionen en Berlín, Nieuwe Muziek en Middelburg, en San Francisco, Toronto y en Tokio.
BBC, BRT, CBC y WDR han grabado sus obras. Barbara Monk estuvo enseñando en la facultad en Darmstadt en 1988, 1990 y 1994 dio conferencias y estuvo enseñado en universidades de Canadá y los EE. UU..
Su investigación en la música y las artes visuales ha dado lugar a colaboraciones con numerosos artistas, incluyendo a Stan Brakhage, cuya película three Homerics pintada a mano fue creada específicamente para su uso con su pieza Infinity Other.
Ella fundó la Time Shards Music Series  en el Museo Georgia O'Keeffe en Santa Fe en 2001 y desde entonces ha trabajado como su directora artística. Su artículo de Music and the Picture Plane ha aparecido en el RES Diario de Antropología y Estética (1997) y Música Contemporánea Review (1998).